# Saxhyttan, Ludvika kommun
Saxhyttan är en småort i Grangärde socken i Ludvika kommun, belägen fyra km nordost om Grangärde och 20 km nordväst om Ludvika. Genom Saxhyttan går länsväg W 640 (här kallad Saxhyttevägen) mellan Grangärde och Tuna-Hästberg. Närmaste tätort är Nyhammar, cirka två kilometer väster om orten.

## Historia
Redan under senmedeltiden inleddes koloniseringen av områden längs Saxhytteån. Det var tillgång till vatten och en fors som bidrog till att man under 1500-talet anlade en mindre så kallad osmundbläster.
Vid Saxhytteån finns fortfarande ruinerna efter en hytta, anlagd av fyra bergsmän från Grangärde omkring 1633 och nedlagd 1856. Bergsbruket i Saxhyttan omnämns första gången år 1539.
Någon permanent bebyggelse fick Saxhytten på 1660-talet. Dagens bebyggelse härrör huvudsakligen från 1800-talet och framåt, men redan under 1700-talet började uppodlingen av trakten. Omkring 1800 kunde Saxhyttan räknas till en av de största byarna i nordöstra delen av socknen. Av drygt 20-talet gårdar är de flesta fortfarande bebodda.

## Bilder

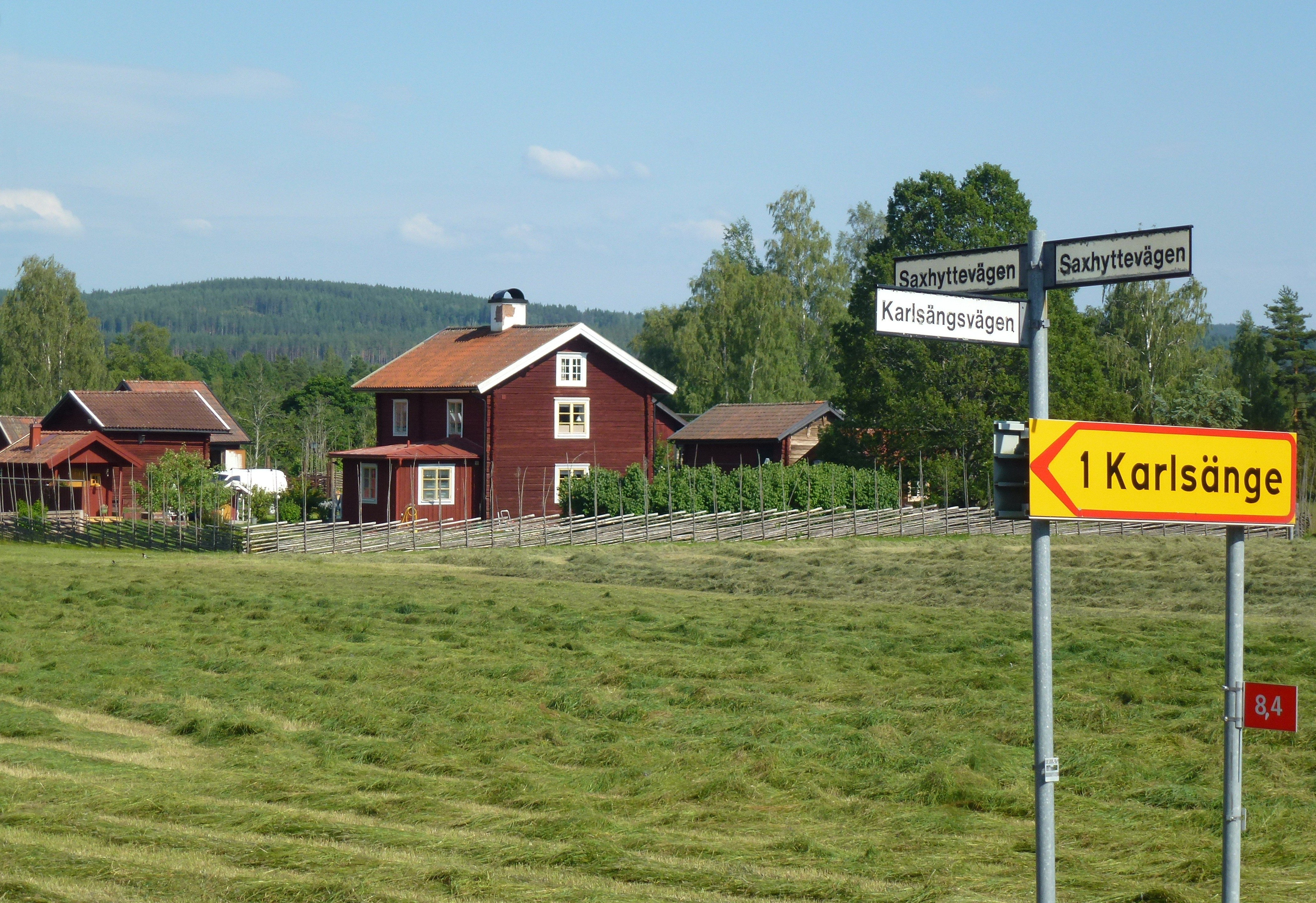
Bergsmansgård i Saxhyttan
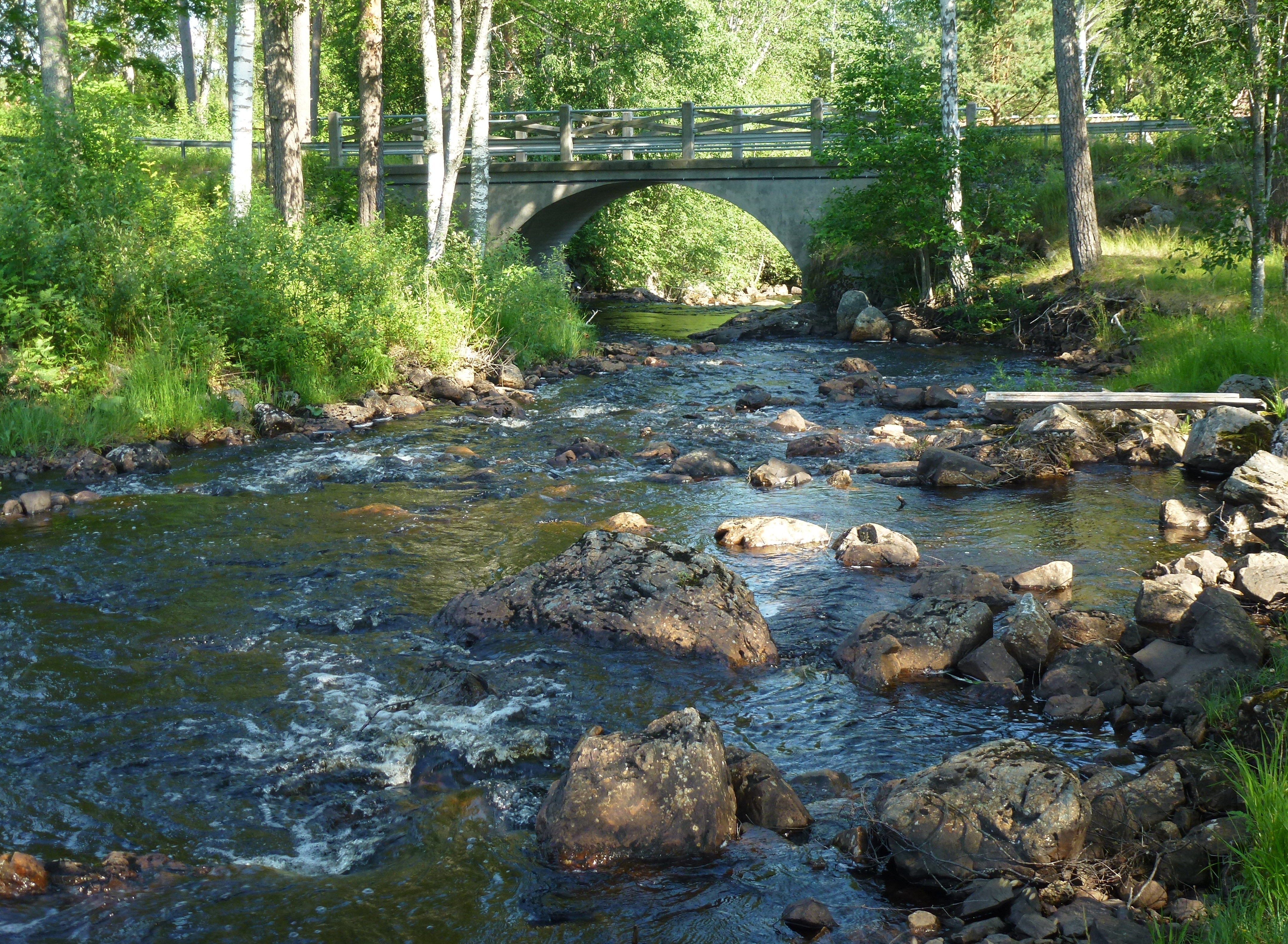
Bron över Saxhytteån
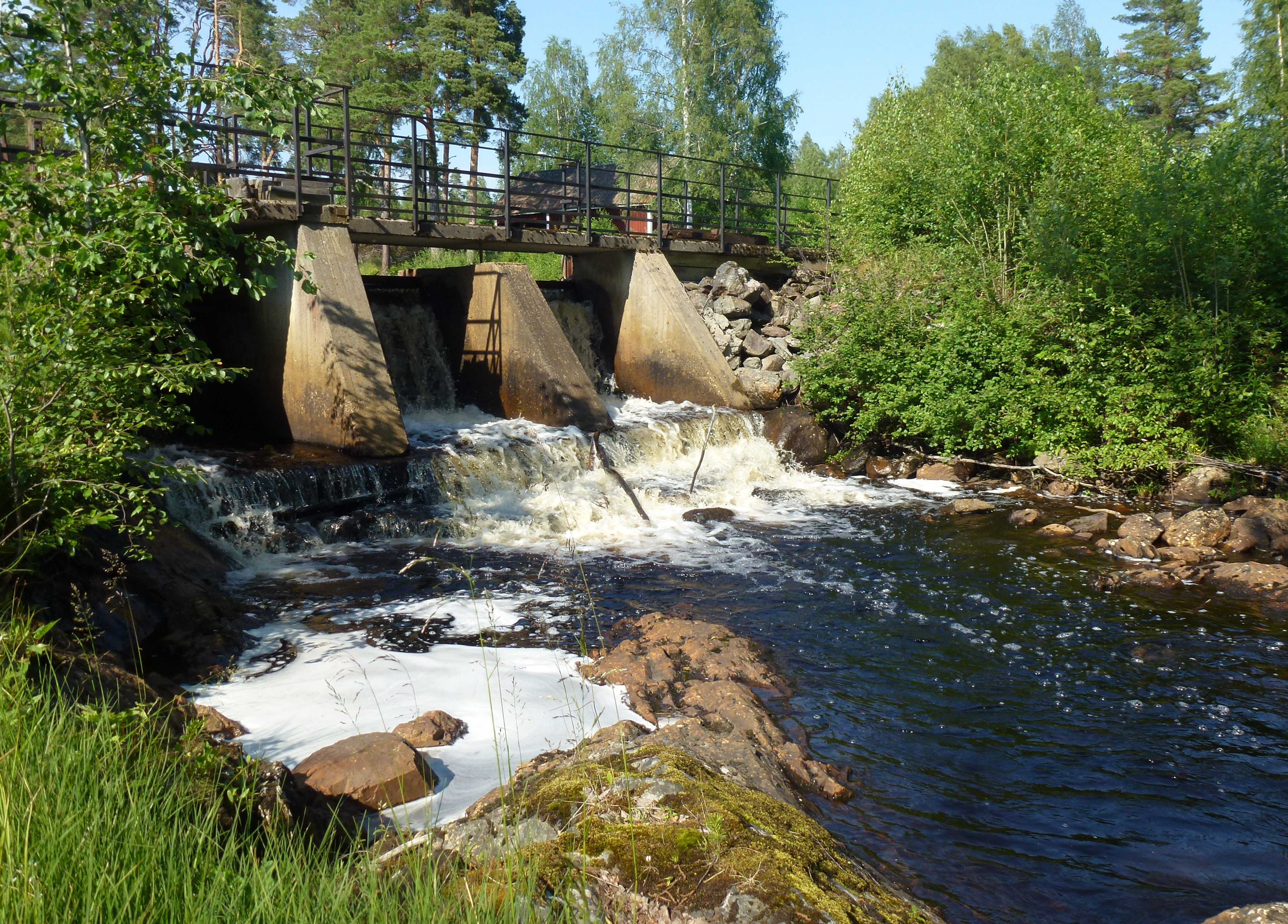
Saxhytteån, dammen
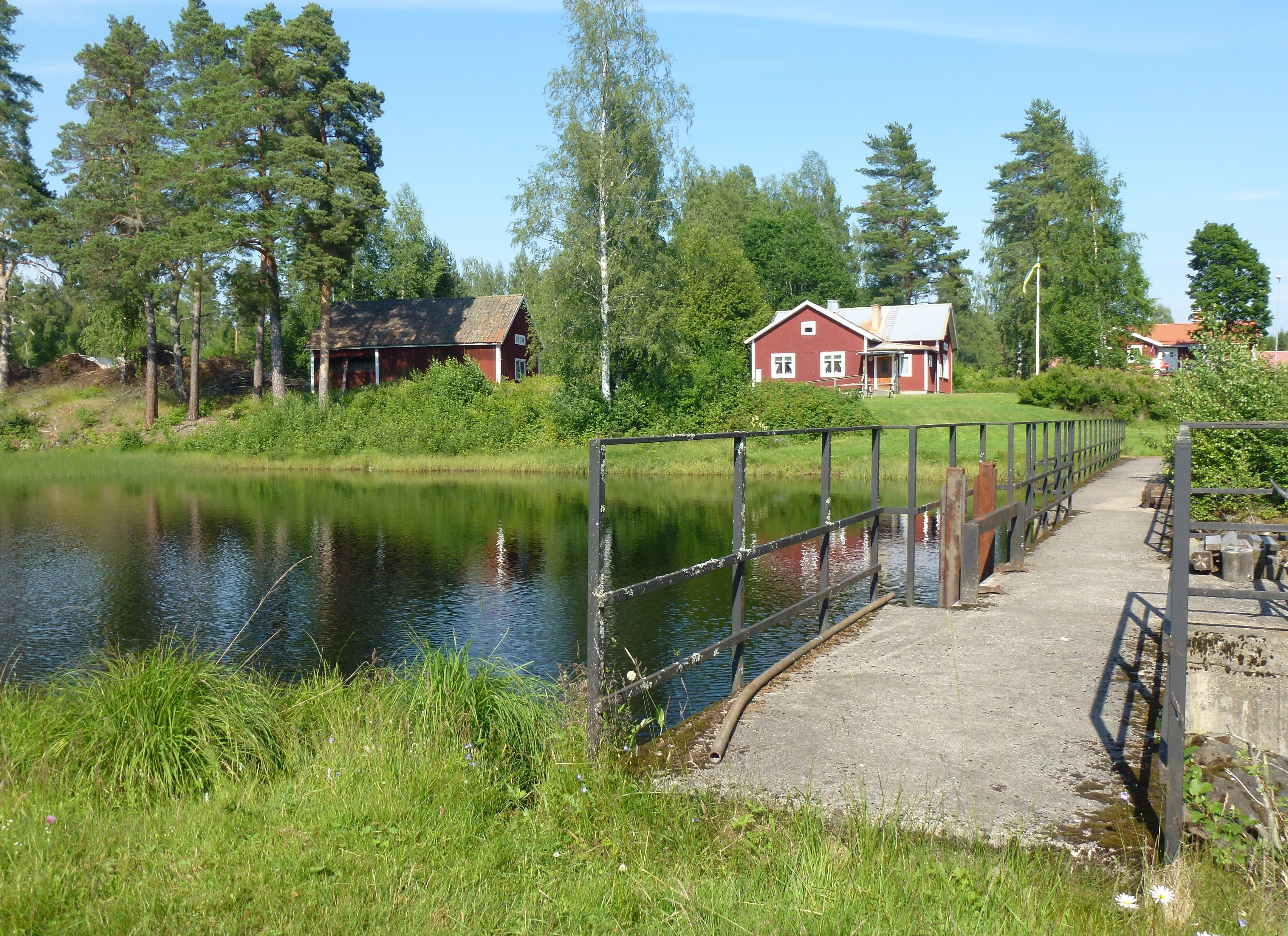
Dammen och bystugan
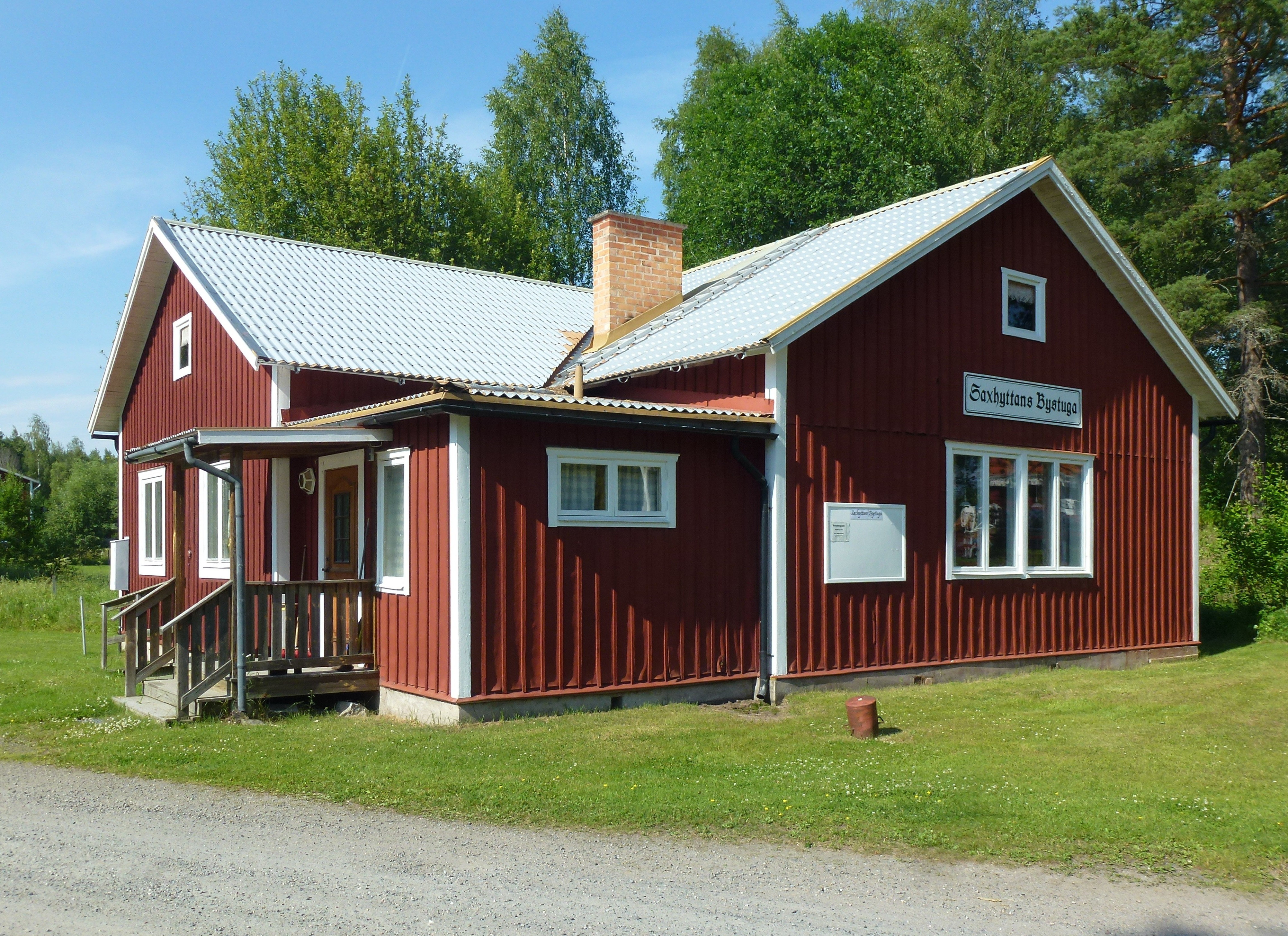
Saxhyttans bystuga
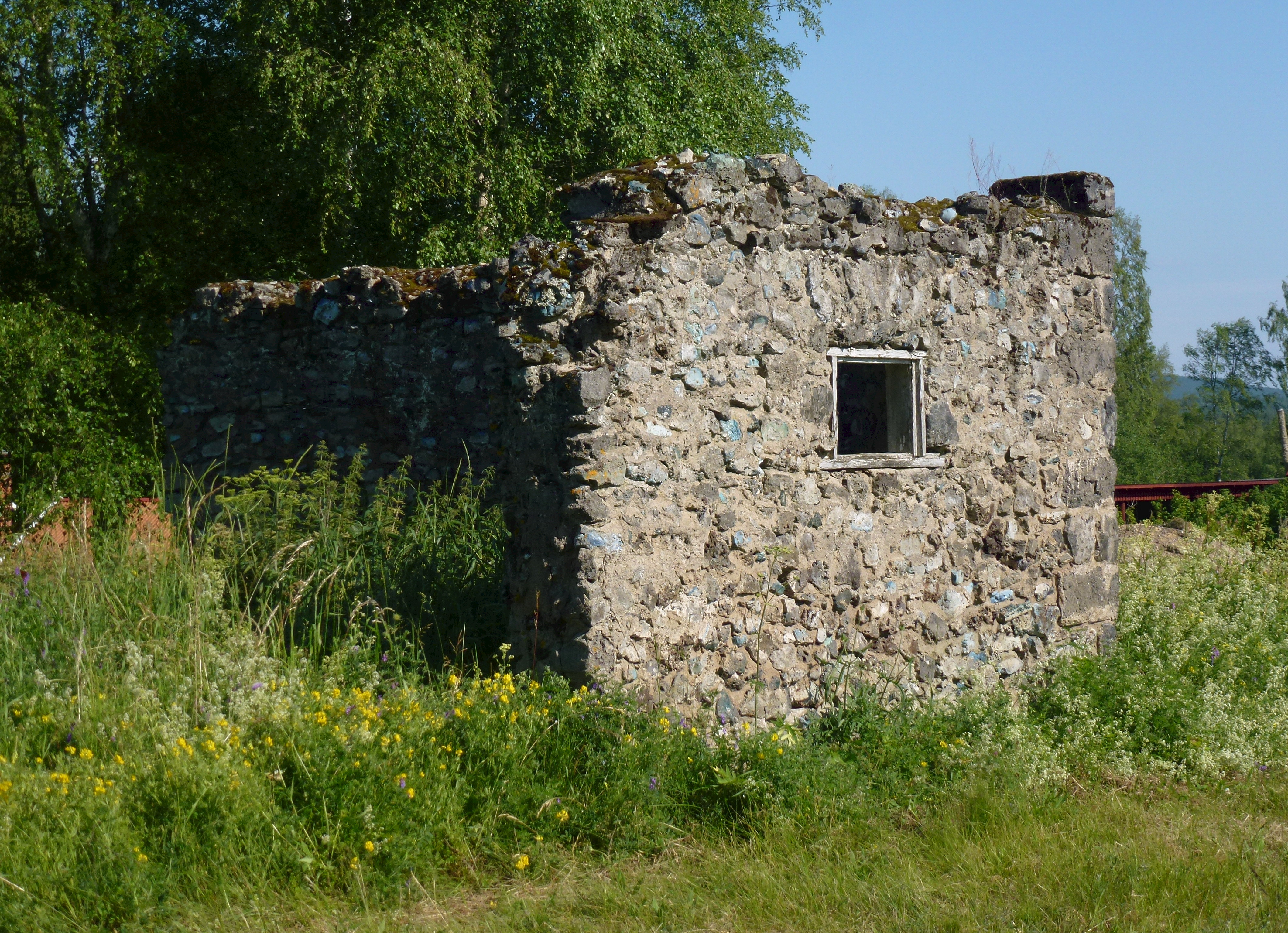
Slaggstensruin i Saxhyttan